# Alana La Madrid
Greta Alana La Madrid Reátegui (Lima, 21 de septiembre de 1982) es una actriz y música peruana. Alcanzó reconocimiento por haber desarrollado su carrera artística en producciones de teatro y televisión nacionales. Dentro de sus participaciones, fue la protagonista de la miniserie Matadoras, interpretando a la voleibolista Denisse Fajardo.

## Biografía
Nació el 21 de septiembre de 1982 en Lima; bajo el nombre completo de Greta Alana La Madrid Reátegui.[cita requerida] Proveniente de una familia ligada a la música, es la hija del fallecido músico Walter La Madrid, exintegrante de las bandas de rock Pax y Los Shain's, y de Greta Reátegui (también fallecida).
Estudió teatro en los talleres del actor Ramón García, en el cual llegó a participar en sus primera obra teatral Dario Fo. Previo a ello, llevó clases de actuación y canto en el Museo de Arte de Lima, a la edad de doce años.
Cumpliendo la mayoría de edad, ingresa al Teatro de la Universidad Católica de Perú, donde ha participado en un rol principal del montaje El gran teatro del mundo, interpretando a la Mendiga y compartió roles con Ricardo Fernández. Tras ser egresada ejerciendo la profesión, participó en la otra producción teatral Morir del escritor español Sergi Belbel allá por los años 2000.
Como música, es vocalista principal de la banda de rock peruano Catarsis desde el año 2003, en el cual interpretó varios temas musicales sin dejar de lado a su carrera actoral. Con el grupo, lanzó los sencillos «Al despertar» en 2010 y «No me silbes» en el año 2019. A lo paralelo, formó parte del grupo musical familiar La Madrid Band junto a su padre Walter y sus hermanos.[cita requerida]
Continuó con su carrera actoral en el año 2007, participando en el reparto principal del cortometraje Perdidos en la edad celeste como Sofía.[cita requerida]
Ya para los años 2010, funda la entidad cultural La Casa de Tepsis, cuya sinopsis es promover las artes escénicas con otras facetas como la danza, el canto y la música. Con la compañía, La Madrid fue partícipe de las elaboraciones de los montajes Un vals, un recuerdo (2011), la secuela El monstruo de los mares (2012-2013) y SOS: Patas al rescate (2019).
En el año 2010, protagoniza la teleserie peruana Matadoras, bajo el papel de la voleibolista Denisse Fajardo, quién participó con la selección de voleibol de Perú en los Juegos Olímpicos de Seúl 1988, donde recibieron la medalla de plata al ocupar el segundo lugar de la competencia. Además, tuvo unas breves participaciones en la televisión peruana, dentro del reparto secundario de las telenovelas Amor de madre (2015) en el papel de Paloma,[cita requerida] Mi esperanza (2018) como la trabajadora de INABIF,[cita requerida] Ojitos hechiceros (2018) en el rol de la abogada Irma Calderón, Al fondo hay sitio (2023) como Vivian, mánager de la banda musical Grupo 7,[cita requerida] y Los otros Concha (2024) en el rol de Zoila.[cita requerida]
La Madrid fue parte del reparto principal de la obra teatral La sangre caliente de nuestros padres en 2013.
Además, asume el protagónico de la microobra Al mismo tiempo... en 2016, interpretando a una mujer que tiene problemas con su pareja, y se presentó en el Microteatro de Barranco. Al poco tiempo, fue protagonista de la obra teatral Xauxa en 2018 bajo el personaje del mismo nombre, en el cual obtendría el galardón a «mejor actriz de reparto» por parte de los Premios El Oficio Crítico del sindicato de actores peruanos, y participó en el reparto principal del siguiente montaje Madriguera en el año 2020, interpretando a Tania, una de las reclusas de un reformatorio, en el Teatro del Auditorio Miraflores y compartió escena con las otras actrices Trilce Cavero, Karenn Spano y Cristina Benavides,volviendo a retomar el rol en la segunda temporada del proyecto en el año 2024.

## Filmografía

### Teatro
- Dario Fo, reparto principal.
- El gran teatro del mundo como la Mendiga, coprotagonista.
- Morir, reparto principal.
- Un vals, un recuerdo (2011), reparto principal.
- El monstruo de los mares (2012-2013), reparto principal.
- La sangre caliente de nuestros padres (2013), reparto principal.
- Al mismo tiempo... (2016), protagonista.
- Xauxa (2018) como Xauxa, protagonista.
- SOS: Patas al rescate (2019), reparto principal.
- Falta de caricias (2019)
- El espejo (2019) como Fabiana, protagonista.
- Madriguera (2020, 2024) como Tania, coprotagonista.

### Televisión
| Año  | Título                    | Rol                   | Notas              | Emisión            |
| ---- | ------------------------- | --------------------- | ------------------ | ------------------ |
| 2006 | Las vírgenes de la cumbia | Enfermera             | Rol recurrente     | Frecuencia Latina  |
| 2007 | Perú campeón              |                       | Reparto principal  | América Televisión |
| 2010 | Matadoras                 | Denisse Fajardo       | Protagonista       | América Televisión |
| 2015 | Amor de madre             | Paloma                | Reparto secundario | América Televisión |
| 2018 | Mi esperanza              | Trabajadora de INABIF | Reparto recurrente | América Televisión |
| 2018 | Ojitos hechiceros         | Irma Calderón Ramos   | Reparto secundario | América Televisión |
| 2021 | Luz de luna               | Suzu                  | Reparto secundario | América Televisión |
| 2023 | Al fondo hay sitio        | Vivian                | Reparto recurrente | América Televisión |
| 2023 | Perdóname                 | Bodeguera             | Reparto recurrente | América Televisión |
| 2024 | Los otros Concha          | Zoila                 | Reparto secundario | América Televisión |

### Cine
- Perdidos en la edad celeste (2007), Sofía (coprotagonista).

## Premios y reconocimientos
| Año  | Premios                   | Categoría                 | Trabajo | Resultado |
| ---- | ------------------------- | ------------------------- | ------- | --------- |
| 2018 | Premios El Oficio Crítico | «Mejor actriz de reparto» | Xauxa   | Ganadora  |